# Kabaso Chongo
Kabaso Chongo (sinh ngày 11 tháng 2 năm 1992) là một cầu thủ bóng đá người Zambia hiện tại thi đấu ở vị trí hậu vệ cho TP Mazembe.

## Danh hiệu
TP Mazembe
Vô địch
- Linafoot: 2013–14